# Кали, Сирил
Сирил Кали (фр. Cyril Kali; 21 января 1984, Безансон) — французский футболист и футбольный тренер, отыгравший большую часть карьеры в Греции. В 2019 году сыграл 4 матча за сборную заморского сообщества Франции — Сен-Мартена.

## Биография
На взрослом уровне начинал выступать в любительской лиге Франции за фарм-клубы «Осера» и «Лилля». Сезон 2006 провёл в норвежском клубе «Лиллестрём», за который сыграл 3 матча в Кубке Интертото, но в чемпионате Норвегии не выступал. С 2007 года играл в Греции. Весной 2007 года Кали сыграл 15 матчей за клуб «Каламата» во второй лиге. Летом того же года перешёл в клуб высшей лиги «Астерас», за который сыграл 4 матча, но покинул команду на середине сезона. Летом 2008 года перешёл в другой клуб высшей лиги «Пансерраикос», но по итогам сезона 2008/09 команда вылетела во вторую лигу. После сезона 2009/10 он покинул команду и в течение следующих трёх сезонов выступал во второй лиге, пока не добился повышения вместе с клубом «Верия». С 2012 по 2017 год Кали был игроком высшей лиги, в основном выступая за «Верию». Исключением стал сезон 2013/14, который он провёл в составе «Панетоликоса». Сезон 2015/16 игрок пропустил из-за разрыва ахиллова сухожилия, но после возвращения на поле в сезоне 2016/17 стал капитаном команды. В 2017 году перешёл в клуб второй лиги «Аполлон Понту». В сезоне 2018/19 выступал в Индийской Суперлиге за местный «Керала Бластерс». В 2019 году вернулся в Грецию, где провёл два сезона в четвёртой и третьей лигах в составе «Пансерраикос». Осенью 2019 года 35-летний Кали был вызван в сборную Сен-Мартена для участия в Лиге наций КОНКАКАФ. На турнире он сыграл 4 матча: против Барбадоса (0:4) и Американских Виргинских Островов (0:4) в сентябре и два матча против Каймановых островов (3:0 и 0:1) в октябре. Одновременно с Кали за сборную дебютировал другой профессиональный футболист — Вильфред Дальма.
Кали завершил игровую карьеру в 2021 году, после чего получил должность ассистента главного тренера в «Пансерраикос». В сентябре 2022 перешёл на аналогичную должность в «Аполлон Понту»